# Ghatsa
Genre
Ghatsa est un genre de poissons d'eau douce téléostéens de la famille des Balitoridae et de l'ordre des Cypriniformes.

## Répartition
Les espèces du genre Ghatsa sont endémique d'Inde.

## Liste des espèces
Selon World Register of Marine Species (12 mars 2024) :
- Ghatsa menoni (Shaji & Easa, 1995)
- Ghatsa montana (Herre, 1945)
- Ghatsa pillaii (Indra & Rema Devi, 1981)
- Ghatsa santhamparaiensis (Arunachalam, Johnson & Rema Devi, 2002)
- Ghatsa silasi (Madhusoodana Kurup & Radhakrishnan, 2011)

## Classification
Le nom valide complet (avec auteur) de ce taxon est Ghatsa Randall (d) & Page (d), 2015,.
Le genre Ghatsa a été créé pour reclasser certaines espèces des Ghâts occidentaux (Inde) précédemment attribuées au genre Homaloptera.

## Étymologie
Le nom générique, Ghatsa, fait référence aux Ghâts occidentaux

## Publication originale
- (en) Zachary S. Randall et Lawrence M. Page, « On the paraphyly of Homaloptera (Teleostei: Balitoridae) and description of a new genus of hillstream loaches from the Western Ghats of India », Zootaxa, Magnolia Press (d), vol. 3926, no 1,‎ 4 mars 2015, p. 57–86 (ISSN 1175-5334 et 1175-5326, OCLC 49030618, PMID 25781768, DOI 10.11646/ZOOTAXA.3926.1.2, lire en ligne).